# Липстик-билдинг
Ли́пстик-би́лдинг (англ. Lipstick Building — «Здание в форме губной помады») — 138-метровый 34-этажный жилой небоскрёб в Манхэттене (Нью-Йорк, США), расположенный на Третьей Авеню, 885, между Пятьдесят третьей и Пятьдесят четвёртой улицами в районе Ситигруп-центра. Построен в 1986 году. Получил название из-за формы и цвета, напоминающих тюбик губной помады.
На каждом из трёх уровней блоки здания уменьшаются в размере, чтобы не препятствовать доступу света к улице, из-за чего телескопообразная форма небоскрёба резко выделяется на фоне окружающей застройки. Здание занимает меньшую площадь в основании, чем обычный небоскрёб такой же высоты.
Цоколь здания оформлен колоннадой, образующей вход в просторный холл. Колонны высотой в два этажа отделяют улицу от вестибюля, расположенного на девятиметровой высоте. Поскольку лифты и запасные лестницы расположены с тыльной стороны здания, эта область небоскрёба остается «полой».
Внешний вид здания — длинная стена из красного имперского гранита и стали. Ленточные окна обрамлены серыми плафонами. Между этажами тянутся тонкие красные полоски, напоминающие след от губной помады. Неправильная форма здания позволяет свету отражаться от его поверхности под разными углами.